# Giuseppe I di Costantinopoli
Giuseppe I Galesiotes (in greco Ἰωσὴφ Α´ Γαλησιώτης?; ... – 23 marzo 1283) è stato un religioso e arcivescovo ortodosso bizantino, che ha ricoperto la carica di Patriarca ecumenico di Costantinopoli per due mandati tra il 1266 e il 1283.
È particolarmente noto come oppositore dei piani dell'imperatore Michele VIII Paleologo di riunire la Chiesa ortodossa e la Chiesa cattolica, ruolo per il quale è riconosciuto come Confessore dalla Chiesa ortodossa.

## Biografia
Dopo essere stato sposato per otto anni, divenne monaco. Servì come lettore (anagnostes) dal 1222 al 1254, e nel 1259/60 divenne abate del monastero di Lazzaro sul Monte Galesios. Giuseppe divenne il confessore dell'imperatore Michele VIII Paleologo (r. 1259–82). In tale veste, fu inviato nel 1264 da Michele dal patriarca Arsenio Autoreiano per chiedere la revoca della scomunica dell'imperatore da parte del Patriarca a causa dell'accecamento del giovane Giovanni IV Lascaris (r. 1258-1261). Arsenio rimase intransigente, tuttavia, e alla fine Michele lo depose e il 28 dicembre 1266 nominò Giuseppe al patriarcato. Giuseppe concesse presto il perdono all'imperatore, che fece infuriare i sostenitori del suo predecessore e aggravò il cosiddetto "scisma arsenita".
Nel 1272 Giuseppe officiò l'incoronazione di Andronico II Paleologo come co-imperatore, ma presto la situazione degenerò con Michele VIII per la prevista unione tra la Chiesa ortodossa e la Chiesa cattolica. Per Michele, che era minacciato dalle ambizioni di Carlo d'Angiò, l'Unione era l'unico strumento per prevenire un assalto su vasta scala da parte delle potenze occidentali al suo impero, ma il clero bizantino e il popolo si opposero quasi universalmente alle concessioni fatte al Papato in materia di dottrina e supremazia papale. Nel 1273 Giuseppe giurò di non accettare l'Unione secondo i termini stabiliti dal Papa e all'inizio del 1274, mentre la delegazione bizantina si preparava a recarsi in Italia per effettuare l'Unione, si ritirò dalle sue funzioni ufficiali nel Monastero di Peribleptos.
Giuseppe si dimise dal suo incarico il 9 gennaio 1275, ritirandosi nel Monastero di Anaplous e successivamente nella città di Chele, sulla costa del Mar Nero, prima di tornare a Costantinopoli nell'estate 1280 al Monastero di Kosmidion. Dopo la morte di Michele VIII nel 1282, Andronico II annullò le politiche ecclesiastiche di suo padre, deponendo il pro-unionista Giovanni XI Bekkos e richiamando Giuseppe al patriarcato (31 dicembre 1282). La cattiva salute di Giuseppe lo costrinse tuttavia a rassegnare le dimissioni poco prima della sua morte, avvenuta il 23 marzo 1283.

## Riconoscimenti
A causa della sua ferma posizione anti-unionista, fu dichiarato Confessore dal suo successore Gregorio II. Fu in seguito canonizzato e celebrato il 30 ottobre.